# 西安交通大学附属小学
西安交通大学附属小学，简称交大附小，是中国西安市的一所小学，成立于1956年，1959年正式命名为西安交通大学附属小学。目前拥有兴庆校区和雁塔校区两个校区。

## 相关荣誉
- 中国创客教育先锋学校[2]
- 全国科普进校园活动示范基地
- 全国青少年三维创意设计示范校
- 青少年创新素质培养实验基地联盟校
- 中国基础教育品牌总评榜改革创新示范学校[3]
- 全国素质教育先进示范校
- 陕西省第三批STEM教育领航学校
- 陕西教育2019年度新闻人物（学校）推选活动西安优质教育十强小学[4]
- 陕西省创新教育实践基地
- 陕西省示范小学
- 陕西省艺术教育示范学校
- 陕西省中医药文化启蒙教育基地
- 西安市人工智能教育小学课程研究中心
- 西安市中小学人工智能教育实验学校
- 陕西中小学素质教育创新学校[1]
- 碑林区文明校园[5]